# ベンジャミン・リベット
ベンジャミン・リベット（Benjamin Libet, 1916年4月12日 - 2007年7月23日）は、カリフォルニア大学サンフランシスコ校の生理学者、医師。人間の意識、とりわけ自由意志の問題とかかわりを持つ、自発的な筋運動の際に観測される準備電位（readiness potential）についての研究の先駆者として知られる。2003年には、クラーゲンフルト大学の「仮想ノーベル心理学賞」を受賞。

## 随意運動と準備電位

### 実験装置
無意識的な準備電位と、主観的な運動意志との関係を調べるために、リベットは、被験者がある動作を時間通りに行おうとする意志の意識的な経験を記録し、後にこの情報を同じ時間に記録された被験者の脳活動の記録データと比較するための、客観的な方法を必要とした。このために、リベットは特別な実験装置を必要とした。
実験装置のひとつは、陰極線オシロスコープであり、これは典型的には電気信号の振幅と周波数を表示するための道具である。しかし、僅かな改変を加えることによって、オシロスコープはタイマーとして利用することもできる。幾つもの波を表示させる代わりに、出力は単一の点であり、この点が円を描いて移動する。これは時計の秒針の動きに似ている。このタイマーは、オシロスコープ上に刻まれた印の間をこの点が移動する時間が43ミリ秒となるように調整された。点の移動の角速度は一定に保たれるので、距離の違いは、その距離の移動に要した時間へと容易に換算することができる。
同時に脳活動を監視するために、リベットは脳波計（EEG）を使用した。脳波計は、頭表の幾つもの点に置かれた小さな電極を利用して、大脳皮質の電気活動を測定するものである。大脳皮質は、脳の一番外側に位置し、高次機能に関わる。大脳皮質の領野間の電気信号の伝搬は、脳波計の電極間で記録される電位の差を生じる。この電位差は、特定の大脳皮質領域の神経活動を反映する。
随意運動の実際の時間を記録するために、前腕の活性化された筋肉の皮膚上の電極から筋電図によって筋肉の運動が記録された。筋電図における運動開始の時間をゼロとして、他の時間が相対的に計算された。

### 方法
リベットの実験に携わった研究者たちは、被験者にオシロスコープ・タイマーの置いてある机の前に座るように頼んだ。脳波計の電極を被験者の頭部に取り付けて、ある時間内に、ボタンを押す、一本の指を曲げる、手首を曲げる、などの小さくて簡単な動作をするように被験者に依頼した。この期間内に被験者が何回この動作を行うかについては制限はなかった。

リベットの実験
0: 休息
1: (500ミリ秒前) 脳波が準備電位を示す
2: (200ミリ秒前) 被験者は意思決定をしたときの点の位置を覚えて報告する
3: (0ミリ秒) 動作開始

実験の間に、被験者は、動こうという意志に最初に気づいた瞬間にオシロスコープ・タイマーに表示される点の位置を報告するように求められた（リベットの実験装置を用いた対照実験では、誤差の範囲はわずか50ミリ秒であった）。ボタンを押すことによっても、オシロスコープ・タイマーに表示される点の位置が電気的に記録される。記録されたボタン押しの時間と、被験者が動作をする意識的決定の時間を比べることによって、研究者たちは、被験者の最初の意志と結果的な運動との間の時間差を計算することが可能であった。平均して、ボタンを押そうという意識的な意志が最初に出現した時点から、実際にボタンが押されるまでに、およそ200ミリ秒が経過していた。
研究者たちはまた、それぞれの試行について、動作の時間の前後の脳波の記録を分析した。動作の開始に関係する脳活動は主に第二次運動野を中心に記録され、平均して、実際にボタンが押される500ミリ秒前に出現した。すなわち、研究者たちは、被験者自身が最初に運動開始の意志を自覚して報告した時間よりも、300ミリ秒も以前に、運動開始に関係して増大する脳活動を認めたわけである。言い換えると、見かけ上の動作に関する意識的決定は、脳内の電気活動の無意識的な増大によって先を越されていたわけである。この脳波信号の変化は、準備電位 (readiness potential) または運動準備電位 (Bereitschaftspotential, BP)と呼ばれるようになった。2008年には、別のグループによって、被験者が意思決定を自覚するよりも最大7秒先立って前頭皮質や頭頂皮質に脳活動が認められるという報告があった。

## リベットの実験の示唆するもの
一部の者にとっては、リベットの実験は、脳内の無意識的な過程が意志的な動作を真に開始させるものであって、それゆえに自由意志は動作の開始には役割を果たしていない、ということを示唆した。この解釈に基づけば、もし、ある動作を行うという欲求を意識的に自覚するより以前に、無意識的な脳内過程が既にその動作を開始するための準備を済ませているならば、意志形成に果たす、意識の因果論的な役割はすべて排除されてしまう。たとえば、スーザン・ブラックモアの解釈では「意識的な経験が生じるためにはある程度時間を必要とし、それは物事を起こすことに関わるには遅すぎる」。
リベットは、意識的な意志は「拒否権の力」（しばしば「自由不意志 free won't」とも呼ばれる）という形をとって行使されると唱えた。無意識的な準備電位の増強が運動として実現されるためには、意識的な黙認が必要である、とする考え方である。意志的な動作の誘発（instigation）においては意識はまったく関与しないが、無意識的によって誘発されたある動作を抑制したり、抑圧するために、意識は役割を果たしているかもしれない、とリベットは示唆した。誰しも無意識的な衝動を実行に移すのを抑制した経験はある、とリベットは指摘した。意識的な意志が主観的に体験されるのは、動作のわずか200ミリ秒前に過ぎないため、動作の抑制のために意識には100〜150ミリ秒だけが残されている（これは動作直前の20ミリ秒は、一次運動野によって脊髄運動ニューロンを活性化するために費やされるからであり、またオシロスコープを利用したテストによる誤差範囲もまた考慮する必要があるからである）。
リベットの実験は、自由意志の神経科学に関する他の研究によって支持されている。

### 二元論哲学者の反応
意識とは、ニューロンの機能の副作用であり、脳状態の付帯徴候・随伴現象に過ぎないという見方が示唆されている。リベットの実験は、この理論を支持するものとして受け止められている。この見方によれば、我々自身の行為を意識的に生じさせたと我々が報告するのは、回想を誤って捉えたものである。しかし、一部の二元論者はこの結論に異論を唱えている。
要するに、（ニューロンによる）原因と、意識的経験との相関は、その存在論と混乱されるべきではない。... 意識的経験がどういうものであるかという唯一の証拠は一人称的な情報源に由来するものであり、そのことは意識とは、神経活動とは別の何か、あるいは神経活動に何かが付け加わったものであることを示唆している。
二元論-相互作用論の視点からのより一般的な批判は、アレクサンダー・バサイアニ（Alexander Batthyany）によって提唱されている。リベットは被験者に対して「（動こう）という衝動が、事前の準備や、いつそれを行うべきかに集中することなく、それ単独で出現するのに任せる」ように依頼したに過ぎない。バサイアニによれば、還元論的、あるいは非還元論的な、行為主体性（agency）理論のいずれも、それ単独で出現するような衝動が、（いわゆる）意識的に生じられた出来事の適例である、とは主張していない。なぜならば、人が受動的にある衝動が出現するのを待っている時に、同時に、意識的にそれを起こしているということはあり得ないからだ。このため、リベットの結果は行為主体性の還元論を支持する実験的証拠として解釈することは出来ない。非還元論の理論においても、二元論的相互作用論においてさえ、まったく同様の実験結果が期待されるからである。

### 時間の問題
ダニエル・デネットは、これに関わった異なる出来事の時間に関して曖昧さがあるため、リベットの実験から意志に関する明快な結論を下すことはできない、と主張する。リベットは、電極を用いて準備電位が出現した時間を客観的に測定したが、意識的な決定がいつなされたかを決めるためには、被験者による時計の針の位置の報告に頼った。デネットが指摘するように、これは被験者にとって、いろいろなことが起こったと思われる時間を報告しているに過ぎず、それらが実際に起った客観的な時間ではない。

時計の文字盤から眼球へ光が到達するのはほぼ瞬時になされるが、網膜から外側膝状体を通って、線条皮質（第一次視覚野のこと）へと到達するには5~10ミリ秒を要する。これは300ミリ秒の時間幅に対しては微々たるものであるが、それがあなたのところへ届くまでにはさらにどれだけかかるのだろうか（それともあなたは線条皮質に存在しているのだろうか）？視覚信号は、どこであれ、あなたが意識的な同時性の決定を下すためにそれが届けらればならない場所へ届く前に、既に処理されていなければならない。リベットの方法の前提とは、すなわち、我々は次の2つの経路
- 動作の決定を表わす信号が、意識へ上る過程

- それに続き時計の文字盤の向きを表す信号が、意識へ上る過程

の交点の場所を決めることができ、これら2つの出来事は、あたかも互いの同時性が決められるような場所で、隣同士で発生する、というものである。

### 主観的な後方参照、または感覚体験の「日付を古く書き直す」
リベットの、刺激と感覚に関する研究に基づいた、初期の理論は、後ろ向きの因果関係の考えのように見えたため、パトリシア・チャーチランドなどの一部の論者にとって奇妙に映った。我々はある感覚の始まりを、最初のニューロン反応の瞬間にまで、後から遡って捉えるということをデータが示唆しているとリベットは唱えた。リベットの刺激と感覚に関する仕事に対して人々はさまざまな解釈を示している。ジョン・エックルスはリベットの仕事を、非物理的な精神によってなされる、時間軸上の後ろ向きの過程を示唆していると捉えた。エドアルド・ビシアチ（Edoardo Bisiach）は、エックルスを偏向していると評したが、このように記した。

これは実際のところ、著者たち（リベットら）自身が読者に進んで押し付けようとしている結論である。...マッケイがリベットとの討論で示唆した（1979年, p. 219）、「主観的な、時間軸上の後ろ向きの参照は、被験者がタイミングを報告する際に陥った錯覚的な判断によるものではないか」という説明にリベットらは反論している。より重要なことに、リベットら（1979年、p. 220）は、彼ら自身のデータに基づいた、（精神と物質の）同一性理論について「重大だが、克服可能な困難」を示唆した。

リベットは後に、主観的な感覚の時間軸上の後ろ向き参照を媒介する、あるいは説明するような、神経機構は無さそうである、と結論した。リベットは誘発電位（EP）は、時間マーカーとして機能すると想定した。誘発電位は皮膚刺激の約25ミリ秒後にふさわしい脳の感覚領域に出現する鋭い、正の電位である。リベットの実験は、時間軸上でこの時間マーカーにまで遡るような、自動的な意識的経験の主観的な参照が存在するということを示した。皮膚の感覚は、皮膚刺激から約500ミリ秒が経過しないと我々の意識に上らないが、我々は主観的にはこの感覚が刺激と同時に起こったように感じる。

リベットにとっては、これらの主観的な参照は、脳の中に対応する神経基盤の無い、純粋に精神的な機能であるように見えたようである。実際に、この示唆は以下のようにより広く一般化することができる。
ニューロンのパターンから主観的な表象への変換は、ニューロンのパターンから生じた精神の中において発達するようである。... 精神的な主観的機能についての私の見方は、それは適切な脳機能の性質が現れたものだ、というものである。意識的な精神は、それを生じる脳過程が無ければ存在することが出来ない。しかし、脳活動から、この物理的なシステムに特有の「性質」として出現しておきながら、精神は、それを生み出した脳神経の中にははっきりと認められないような現象を示すことができる。

## 精神場理論
晩年、リベットは精神が物理的な脳からいかにして生じるかを説明するために精神場理論（conscious mental field, CMF）を提唱した。この提案の動機は、(1) 主観的意識体験の統一性の現象、(2) 意識的な精神機能が神経活動に影響する現象、が主な2点であった。

## 賛辞
ロチェスター大学の神経生物学と解剖学の教授、ロバート・W・ドティ博士は次のように述べた。
| 「 | ベンジャミン・リベットの発見は非常に興味深い。彼のアプローチは、どのようにして意識的な自覚が脳によって生成されるかについての信頼できる証拠を生み出すものとしてこれまでのところほとんど唯一のものだ。リベットの仕事は独創的であり、全人類が感じる疑問について語るものだ。 | 」 |

ブリストルの西イングランド大学の客員講師、スーザン・ブラックモア博士は次のように述べた。
| 「 | 多くの哲学者や科学者が自由意志は幻想であると述べた。彼らの全てと異なり、ベンジャミン・リベットはこれを検証する方法を見つけた。 | 」 |

## 著書
- 下條信輔 訳『マインド・タイム 脳と意識の時間』岩波書店、2005年。ISBN 978-4000021630。

## 文献
1. ↑  Libet, Benjamin; Gleason, Curtis A.; Wright, Elwood W.; Pearl, Dennis K. (1983). “Time of Conscious Intention to Act in Relation to Onset of Cerebral Activity (Readiness-Potential) - The Unconscious Initiation of a Freely Voluntary Act”. Brain 106:  623–642. doi:10.1093/brain/106.3.623. PMID 6640273.
2. ↑  Libet, Benjamin (1985). “Unconscious Cerebral Initiative and the Role of Conscious Will in Voluntary Action”. The Behavioral and Brain Sciences 8:  529–566. doi:10.1017/s0140525x00044903.
3. ↑  Keim, Brandon (2008年4月13日). “Brain Scanners Can See Your Decisions Before You Make Them”. Wired News (CondéNet) 2008年4月13日閲覧。 and Chun Siong Soon; Marcel Brass; Hans-Jochen Heinze; John-Dylan Haynes (April 13, 2008). “Unconscious determinants of free decisions in the human brain (Abstract)”. Nature Neuroscience (Nature Publishing Group) 11 (5):  543–5. doi:10.1038/nn.2112. PMID 18408715 2008年4月13日閲覧。.
4. ↑  「自由意志」は存在する（ただし、ほんの0.2秒間だけ）：研究結果 WIRED
5. ↑  Wegner D., 2002. The Illusion of Conscious Will. Cambridge, MA: MIT Press.
6. ↑  “Archived copy”. 2016年3月21日時点のオリジナルよりアーカイブ。2009年12月20日閲覧。
7. ↑  V. S. Ramachandran, New Scientist, 5 Sep 1998, p. 35
8. ↑  “Archived copy”. 2012年11月8日時点のオリジナルよりアーカイブ。2011年3月1日閲覧。 Interview with V. S. Ramachandran, The Hindu
9. ↑  Velmans, Max (2000). Understanding Consciousness. London: Routledge. pp. 35–37. ISBN 0-415-22492-6
10. ↑  Libet B.; Wright E.; W., Gleason (1983). “Readiness potentials preceding unrestricted  spontaneous  pre-planned  voluntary  acts”. Electroencephalographic and Clinical Neurophysiology 54:  322–325. doi:10.1016/0013-4694(82)90181-x.
11. ↑  "Freedom Evolves" by Daniel Dennett, p. 231
12. ↑  Dennett, D. The Self as Responding and Responsible Artefact Archived July 1, 2016, at the Wayback Machine.
13. 1 2 3 4  Libet, Benjamin; Wright Jr., Elwood W.; Feinstein, Bertram; Pearl, Dennis K. (1979). “Subjective Referral of the Timing for a Conscious Sensory Experience - A Functional Role for the Somatosensory Specific Projection System in Man”. Brain 102:  193–224. doi:10.1093/brain/102.1.193.
14. ↑  Churchland, Patricia Smith (Jun 1981). “On the Alleged Backwards Referral of Experiences and its Relevance to the Mind-Body Problem”. Philosophy of Science 48 (2):  165–181. doi:10.1086/288989.
15. ↑  Libet, Benjamin (1981). “The Experimental Evidence for Subjective Referral of a Sensory Experience Backwards in Time: Reply to P.S. Churchland”. Philosophy of Science 48:  182–197. doi:10.1086/288990.
16. ↑  Eccles J.C. (1985). “Mental summation: The timing of voluntary intentions by cortical activity”. Behavioral and Brain Sciences 8:  542–543. doi:10.1017/s0140525x00044952.
17. ↑  Bisiach, E. (1988). The (haunted) brain and consciousness. In (A. Marcel and E. Bisiach, eds) Consciousness in Contemporary Science. Oxford University Press, ISBN 0-19-852237-1.
18. ↑  Libet, Benjamin (2004). Mind Time - The Temporal Factor in Consciousness. Harvard University Press. ISBN 0-674-01320-4
19. ↑  Libet, B. (2004). op. cit. pp. 86-87.
20. ↑  Libet, B. (2004). op. cit., pp. 157-184.
21. ↑  Perlman, D. (2007). "Benjamin Libet - neurophysiologist studied the nature of free will", The San Francisco Chronicle, August 18, 2007. Obituary Archived November 16, 2011, at the Wayback Machine.
22. ↑  Blackmore, S. (2007). "Mind over matter? Many philosophers and scientists have argued that free will is an illusion. Unlike all of them, Benjamin Libet found a way to test it.", commentary at Guardian Unlimited, August 28, 2007. Commentary Archived May 18, 2008, at the Wayback Machine..